# Svendborgs amt
Svendborgs amt (danska: Svendborg Amt) var ett amt i södra Danmark. Amtet omfattade den sydöstra delen av ön Fyn samt ett antal närliggande öar som Langeland, Ærø och Tåsinge. Utöver residensstaden Svendborg, omfattade det även städerna Fåborg, Nyborg, Rudkøbing och Ærøskøbing.

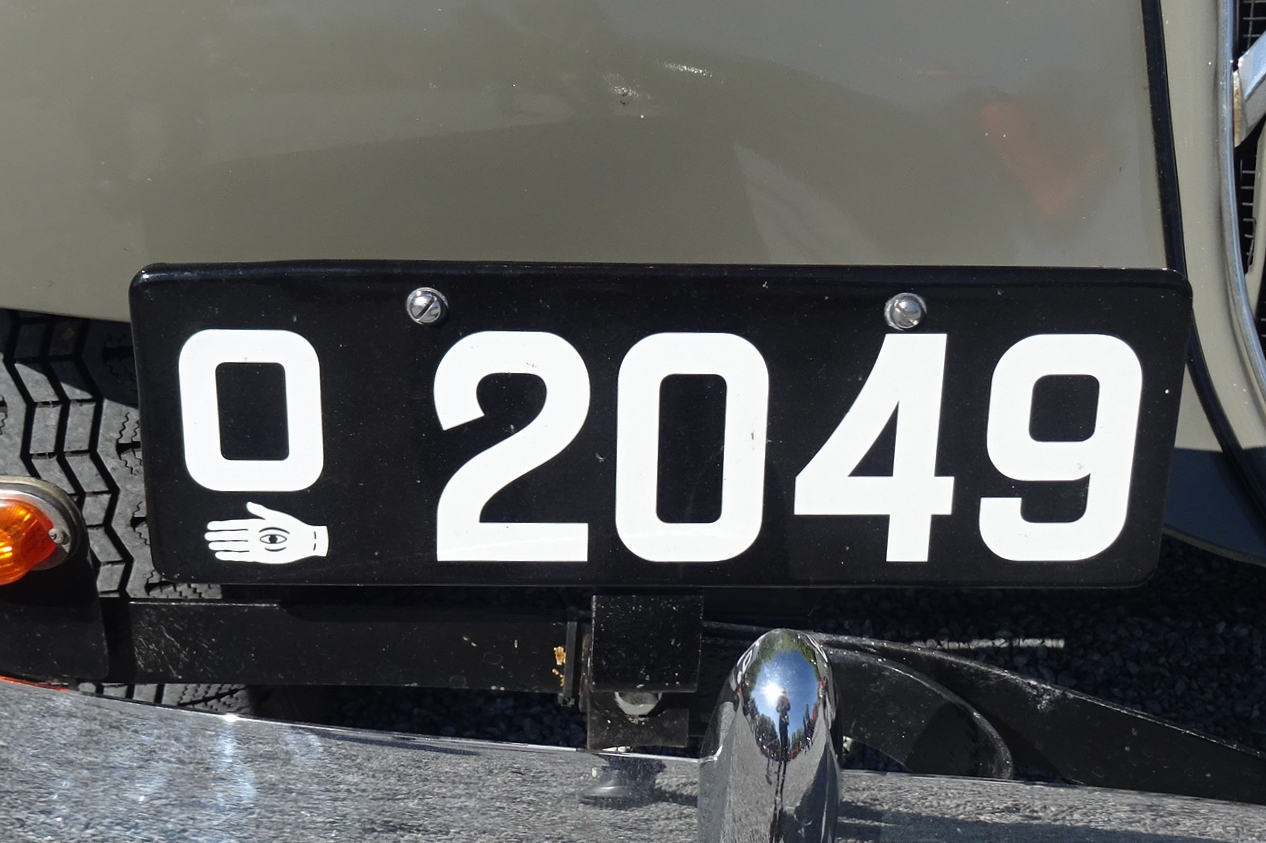
Gammal registreringsskylt från Svendborgs amt.

## Administrativ historik
Svendborgs amt bildades i samband med amtsreformen 1793 genom en sammanslagning av Nyborgs och Tranekærs amt.
1864, som en del av fredsavtalet i samband med Freden i Wien, fördes Ærø härad med ön Ærø till Svendborgs amt.
Amtet upphörde i samband med kommunreformen 1970 då det, tillsammans med Odense amt, blev en del av det då nybildade Fyns amt. Sedan kommunreformen 2007 tillhör området Region Syddanmark.

## Härader
Svendborgs amt omfattade sju härader:

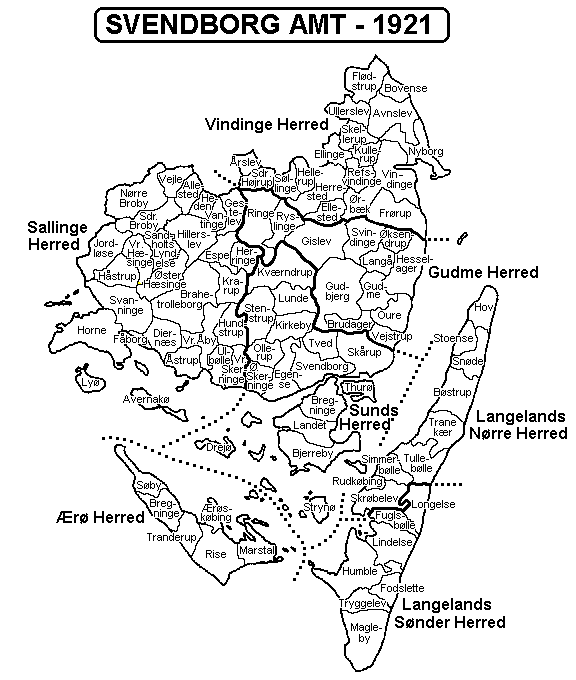
Karta över Svendborgs amt med dess indelning i härader och socknar.

- Gudme härad
- Langelands Nørre härad
- Langelands Sønders härad
- Sallinge härad
- Sunds härad
- Vindinge härad
- Ærø härad